# Kisenosato Yutaka
Kisenosato Yutaka (japanisch 稀勢の里 寛; * 3. Juli 1986 in Ibaraki als Yutaka Hagiwara (萩原 寛)) ist ein ehemaliger japanischer Sumōringer. Von 2004 bis 2019 kämpfte er in der Makuuchi-Division, der höchsten japanischen Liga. Im Januar 2017 wurde er zum 72. Yokozuna befördert, dem höchsten Rang im Sumō. Am 16. Januar 2019 trat er als Yokozuna zurück und beendete somit seine aktive Karriere.

## Karriere

### Untere Ligen
Hagiwara wurde 2001 vom ehemaligen Yokozuna Takanosato rekrutiert und schloss sich dem Stall Naruto-beya an (dieser wurde 2013 in Tagonoura-beya umbenannt). Im Mai 2002 gab Hagiwara sein Debüt im professionellen Sumō, wobei er zunächst unter seinem Familiennamen kämpfte.
Nachdem er seine ersten beiden Turniere mit einer 6-1 Bilanz abschließen konnte, durfte er noch im gleichen Jahr bereits in der vierthöchsten Division (Sandanme) kämpfen. In seinem fünften Turnier in der Sandanme-Division gelang ihm eine perfekte 7-0 Bilanz. Im Stichkampf um den Turniersieg unterlag er jedoch dem erfahrenen Tenpozan. Nach dem Turnier stieg Hagiwara in die Makushita-Division auf. Im Januar 2004 gewann er das Makushita-Yūshō. Im darauffolgenden Turnier gelang ihm dank seiner fünf Siege der Aufstieg in die Jūryō-Division.
Während seiner kurzen Zeit in Jūryō (drei Turniere) erzielte Hagiwara stets eine positive Bilanz (Kachi-koshi). Danach stieg er in die erstklassige Makuuchi-Division auf. Bei seinem Debüt im November 2004 war er mit 18 Jahren ungewöhnlich jung. Hagiwara erhielt von seinem Stallmeister den Ringnamen Kisenosato.

### Maegashira und Junior-San’yaku

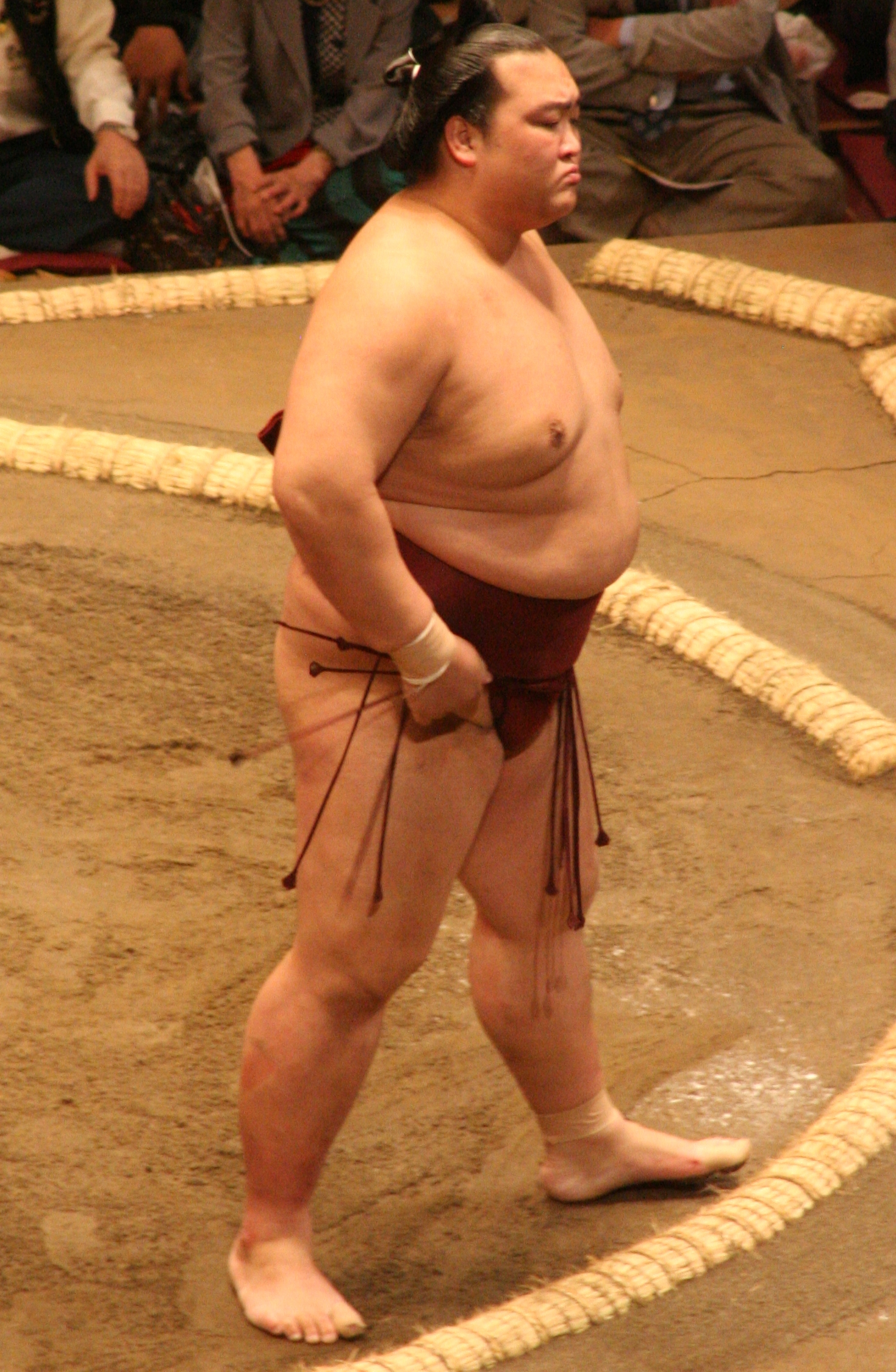
Kisenosato beim Natsu Basho 2009

Während seiner ersten fünf Turniere befand sich Kisenosato in den unteren Maegashira-Rängen. Im September 2005 machte er durch eine Bilanz von 12-3 auf sich aufmerksam, welche ihm seinen ersten Kantō-shō einbrachte. Er stieg zum Maegashira 5 auf und durfte sich im folgenden Turnier zum ersten Mal mit den stärksten Kämpfern messen.
Im Juli 2006 gab er sein Debüt als Komusubi. In den darauffolgenden Jahren pendelte er mehrfach zwischen den San’yaku- und Maegashira-Rängen. Dabei erbeutete er nach Siegen über die Yokozuna Asashōryū (Januar 2008) und Hakuhō (September 2008) seine beiden ersten Kinboshi. Im März 2009 erreichte Kisenosato zum ersten Mal den Rang eines Sekiwake. Im November 2010 gewann Kisenosato seinen dritten und letzten Kinboshi, als er die 63 Kämpfe andauernde Siegesserie von Hakuhō beendete.
Ab 2011 war Kisenosato dauerhaft in den San’yaku-Rängen etabliert. Höhepunkt des Jahres war das Turnier im September, das er mit 12-3 abschloss und damit sein erstes Jun-Yūshō holte. Insgesamt sammelte er in den letzten drei Turnieren des Jahres 32 Siege und wurde daraufhin zum Ōzeki ernannt.

### Ōzeki
In seinem neuen Rang zeigte Kisenosato konstant gute Leistungen und konnte oft eine zweistellige Anzahl an Siegen einfahren. Im Mai 2013 war er nach 13 Tagen noch ungeschlagen, errang aber nur ein Jun-Yūshō, wie auch in den drei Turnieren danach. Nach einem 13-2 im November 2013 galt er als Kandidat für eine Yokozuna-Beförderung, wofür er das nächste Turnier hätte gewinnen müssen. Im Gegensatz dazu erlitt Kisenosato im Januar 2014 sein erstes Make-koshi seit drei Jahren und war im März 2014 daher zum einzigen Mal Kadoban-Ōzeki. Einziger Höhepunkt des Jahres 2014 war ein Jun-Yūshō im Mai, bei dem er 13 Siege verbuchen konnte.
2015 verlief eher unauffällig, wobei Kisenosato zwar zwei Jun-Yūshō holte, jeweils aber nur auf 11 Siege kam. Dafür nahm seine Karriere 2016 wieder Fahrt auf: Dabei kam es zu der ungewöhnlichen Konstellation, dass Kisenosato die meisten Siege (69) aller Makuuchi-Kämpfer im Kalenderjahr errang, ihm der erste Turniersieg aber weiterhin verwehrt blieb. Am Ende des Jahres standen weitere vier Jun-Yūshō zu Buche.
Im Januar 2017 gewann Kisenosato mit dem Hatsu Basho endlich sein erstes Yūshō. Nach 14 Tagen stand er bereits als Sieger fest. Zusätzlich bezwang er am Schlusstag den Yokozuna Hakuhō und schloss das Turnier mit einer Bilanz von 14-1 ab. Daraufhin erfolgte die Ernennung von Kisenosato zum 72. Yokozuna.

### Yokozuna

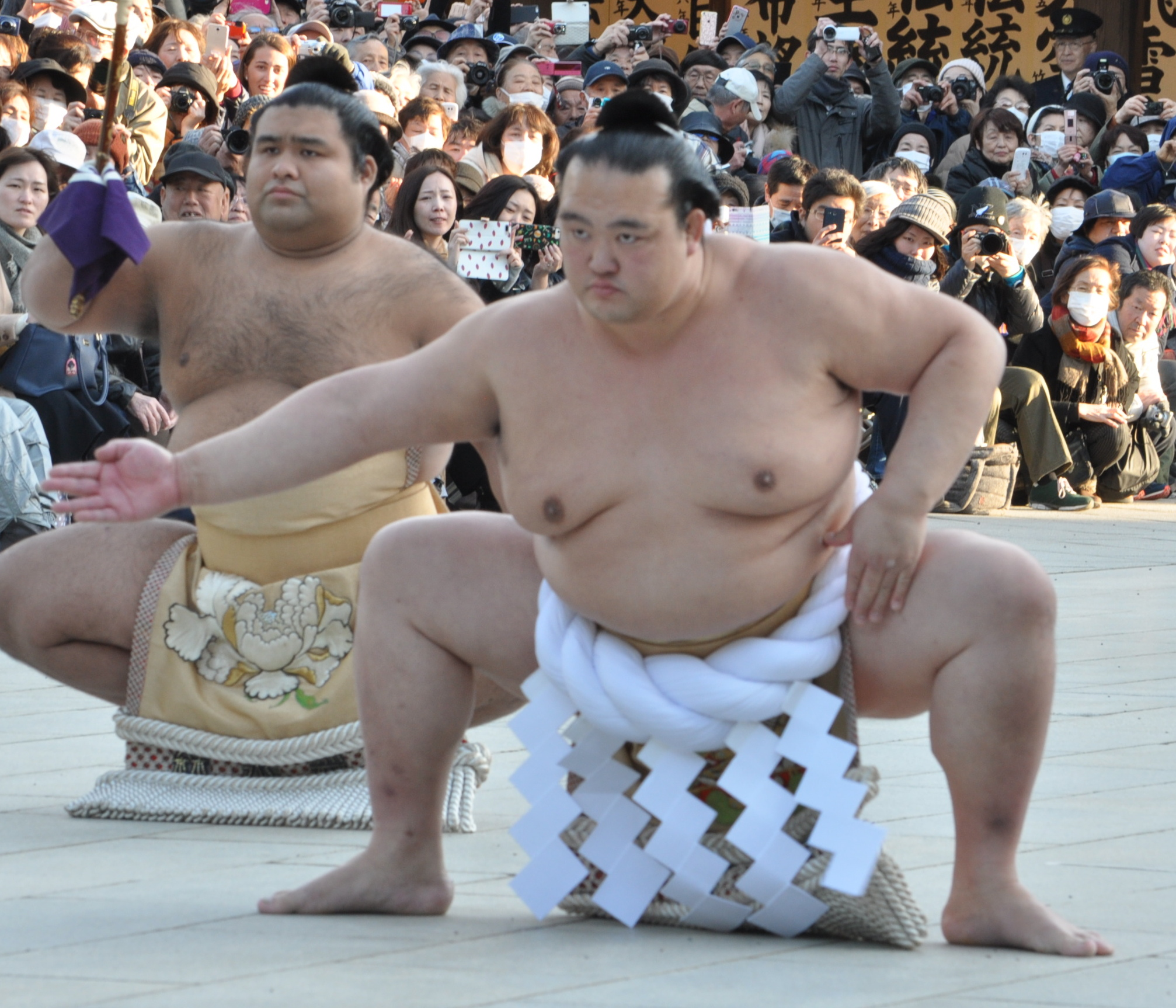
Kisenosato als Yokozuna

Durch Kisenosatos Ernennung war erstmals seit Takanohanas Rücktritt 2003 wieder ein gebürtiger Japaner im Rang eines Yokozuna. Die letzte Beförderung eines gebürtigen Japaners hatte 1998 stattgefunden (Takanohanas Bruder Wakanohana). Am 27. Januar führte Kisenosato am Meiji-Schrein seine erste Dohyō-iri-Zeremonie (Betreten des Rings) als Yokozuna durch.
Im März 2017 siegte er beim Haru Basho. Am 13. Tag des Turnieres hatte er sich verletzt, konnte aber an Tag 15 durch einen Sieg über Terunofuji mit diesem gleichziehen und besiegte ihn ein weiteres Mal im Play-off. Damit holte sich Kisenosato als erster Yokozuna seit 22 Jahren den Titel bei seinem Debüt im höchsten Rang. Für das Mai-Turnier wurde Kisenosato nach 16 Jahren als erster Japaner seit Takanohana als Yokozuna 1 Ost geführt.
Die folgenden anderthalb Jahre waren für Kisenosato von Verletzungen geprägt, weshalb er acht Turniere in Folge vorzeitig beendete oder gar nicht erst antrat. Erst im September 2018 erreichte er wieder ein Kachi-koshi.

### Sonstiges
Seit Januar 2009 ist Kisenosato Eigentümer des Araiso-Kabu, was ihm ermöglicht, nach Ende seiner Karriere als Oyakata im Sumoverband zu verbleiben.

## Stil
Kisenosato gewinnt etwa zwei Drittel seiner Kämpfe, indem er den Gegner aus dem Ring drängt: 41 Prozent seiner Kämpfe beendet er durch Yorikiri (Hinausdrängen mit Griff am Mawashi), weitere 25 Prozent durch Oshidashi (Hinausdrängen ohne Griff am Mawashi). Bei anderen Kämpfern werden diese beiden Kimarite im Durchschnitt in weniger als der Hälfte aller Kämpfe verwendet. Kisenosatos dritthäufigste Technik ist Tsukiotoshi mit 8 Prozent (Niederstoßen mit dem Arm gegen den Oberkörper des Gegners).

## Statistik
| Jahr | Hatsu (Januar)                  | Haru (März)            | Natsu (Mai)             | Nagoya (Juli)          | Aki (September)         | Kyushu (November)      | Siegquote |
| ---- | ------------------------------- | ---------------------- | ----------------------- | ---------------------- | ----------------------- | ---------------------- | --------- |
| 2002 |                                 | Maezumo                | Jonokuchi 26 Ost 6-1    | Jonidan 61 Ost 6-1     | Sandanme 95 West 4-3    | Sandanme 77 West 5-2   | 75 %      |
| 2003 | Sandanme 49 West 5-2            | Sandanme 21 West 3-4   | Sandanme 37 Ost 7-0 D   | Makushita 25 Ost 3-4   | Makushita 35 West 5-2   | Makushita 25 Ost 4-3   | 64 %      |
| 2004 | Makushita 18 Ost 7-0 Y          | Makushita 1 Ost 5-2    | Juryo 12 West 9-6       | Juryo 6 Ost 8-7        | Juryo 3 West 9-6        | Maegashira 16 West 9-6 | 64 %      |
| 2005 | Maegashira 12 West 6-9          | Maegashira 15 West 8-7 | Maegashira 11 West 5-10 | Maegashira 15 West 7-8 | Maegashira 16 West 12-3 | Maegashira 5 Ost 5-10  | 48 %      |
| 2006 | Maegashira 9 Ost 8-7            | Maegashira 7 Ost 10-5  | Maegashira 1 Ost 8-7    | Komusubi 1 West 8-7    | Komusubi 1 Ost 8-7      | Komusubi 1 Ost 8-7     | 56 %      |
| 2007 | Komusubi 1 Ost 7-8              | Maegashira 1 Ost 6-9   | Maegashira 3 West 6-9   | Maegashira 6 West 11-4 | Komusubi 1 Ost 6-9      | Maegashira 2 Ost 9-6   | 50 %      |
| 2008 | Maegashira 1 Ost 10-5           | Komusubi 1 Ost 8-7     | Komusubi 1 Ost 10-5     | Komusubi 1 Ost 6-9     | Maegashira 2 Ost 6-9    | Maegashira 4 Ost 11-4  | 57 %      |
| 2009 | Komusubi 1 Ost 8-7              | Sekiwake 1 West 5-10   | Maegashira 4 Ost 13-2   | Sekiwake 1 West 9-6    | Sekiwake 1 Ost 7-8      | Komusubi 1 Ost 6-9     | 53 %      |
| 2010 | Maegashira 3 West 9-6           | Komusubi 1 Ost 9-6     | Sekiwake 1 Ost 8-7      | Sekiwake 1 Ost 7-8     | Komusubi 1 Ost 7-8      | Maegashira 1 Ost 10-5  | 56 %      |
| 2011 | Sekiwake 1 Ost 10-5             | abgesagt               | Sekiwake 1 West 8-7     | Sekiwake 1 West 10-5   | Sekiwake 1 West 12-3 J  | Sekiwake 1 Ost 10-5    | 67 %      |
| 2012 | Ozeki 3 West 11-4               | Ozeki 2 Ost 9-6        | Ozeki 2 Ost 11-4        | Ozeki 1 Ost 10-5       | Ozeki 1 West 10-5       | Ozeki 1 West 10-5      | 68 %      |
| 2013 | Ozeki 1 Ost 10-5                | Ozeki 1 Ost 10-5       | Ozeki 1 Ost 13-2 J      | Ozeki 1 Ost 11-4 J     | Ozeki 1 Ost 11-4 J      | Ozeki 1 Ost 13-2 J     | 76 %      |
| 2014 | Ozeki 1 Ost 7-8                 | Ozeki 2 Ost 9-6        | Ozeki 1 Ost 13-2 J      | Ozeki 1 Ost 9-6        | Ozeki 1 West 9-6        | Ozeki 1 West 11-4      | 64 %      |
| 2015 | Ozeki 1 Ost 11-4 J              | Ozeki 1 Ost 9-6        | Ozeki 1 Ost 11-4 J      | Ozeki 1 Ost 10-5       | Ozeki 1 West 11-4       | Ozeki 1 West 10-5      | 69 %      |
| 2016 | Ozeki 1 Ost 9-6                 | Ozeki 1 West 13-2 J    | Ozeki 1 Ost 13-2 J      | Ozeki 1 Ost 12-3 J     | Ozeki 1 Ost 10-5        | Ozeki 1 West 12-3 J    | 77 %      |
| 2017 | Ozeki 1 Ost 14-1 Y              | Yokozuna 2 West 13-2   | Yokozuna 1 Ost 6-5-4    | Yokozuna 2 Ost 2-4-9   | Yokozuna 2 Ost 0-0-15   | Yokozuna 2 Ost 4-6-5   | 68 %      |
| 2018 | Yokozuna 1 West 1-5-9           | Yokozuna 2 Ost 0-0-15  | Yokozuna 2 Ost 0-0-15   | Yokozuna 2 Ost 0-0-15  | Yokozuna 2 Ost 10-5     | Yokozuna 2 Ost 0-5-10  | 42 %      |
| 2019 | Yokozuna 1 Ost Rücktritt 0-4-11 | x                      | x                       | x                      | x                       | x                      |           |

Y = Yusho (Turniersieg) 
 J = Jun-yusho (2. Platz)

## Kurioses
Kisenosato gab bereits mit 18 Jahren sein Debüt in der Makuuchi-Division.
Kisenosato gewann fünf Mal den Shukun-shō. Keinem anderen aktiven Kämpfer (Rikishi) gelang dies häufiger.
Am zweiten Tag des Kyūshū Basho 2010 beendete der damalige Maegashira Kisenosato die Siegesserie von Yokozuna Hakuhō, welcher zuvor 63 Kämpfe in Folge ungeschlagen geblieben war.
Kisenosato ist der einzige aktive Rikishi in der Makuuchi-Division, der seit März 2002 an jedem Turnier teilnahm. Bis Januar 2014 verpasste er dabei keinen Kampf. Am letzten Tag des Hatsu Basho 2014 trat er verletzungsbedingt nicht zum Kampf gegen Kotoshōgiku an, sodass dieser durch fusen gewann.